# 2038 – Die Neue Gelassenheit
2038 – Die Neue Gelassenheit (Englisch: 2038 – The New Serenity) ist der deutsche Beitrag auf der 17. Architekturbiennale 2021, der weltweit wichtigsten Architekturausstellung, in Venedig. Das Projekt blickt aus dem Jahr 2038 auf das Jahr 2021 zurück und beschäftigt sich mit der Frage: Wie werden wir zusammenleben? Das Konzept der vier Kuratoren Arno Brandlhuber, Olaf Grawert, Nikolaus Hirsch und Christopher Roth hat sich 2019 in einem zweistufigen offenen Wettbewerb durchgesetzt und lag in der Zuständigkeit des Bundesministerium des Innern, für Bau und Heimat (BMI). Die 17. Architekturbiennale ist aufgrund der COVID-19-Pandemie von 2020 auf 2021 verschoben worden.

## Kuratorisches Konzept
In Zusammenarbeit von unterschiedlichen Fachdisziplinen wie Architektur, Kunst, Ökologie, Ökonomie, Technologie, Geistes-, Gesellschafts- und Politikwissenschaften wurde das Konzept für 2038 – Die Neue Gelassenheit von dem interdisziplinären Team 2038 umgesetzt. In Filmen sind reale Experten zu sehen, die fiktiv aus dem Jahr 2038 zurückblicken und erklären, wie die Welt eine „tiefgreifende Krise“ in den 2020er Jahren gemeistert hat und danach zu einem besseren Ort wurde. Es werden Lösungswege auf die gesellschaftspolitischen Fragen der Gegenwart gezeigt, allen voran zum Thema Zugänglichkeit von Raum und Verteilung von Ressourcen.

„Heute, im Jahr 2038, haben wir die großen Krisen gemeistert. Es war knapp, aber wir haben es geschafft. Die globalen, ökonomischen und ökologischen Katastrophen der 2020er Jahre brachten Menschen, Staaten, Institutionen und Unternehmen zusammen. Gemeinsam verpflichteten sie sich auf Grundrechte und schufen selbsttragende Systeme auf universeller Basis, die dezentralen lokalen Strukturen den Raum geben, individuelle Lebensweisen zu erhalten.“

„Deshalb wollten die deutschen Kuratoren auch viele Nichtarchitekten und -architektinnen in ihre Suche nach Zukunftsvisionen mit einschließen – so wie die Bewältigung unserer Krisen vom Klimawandel über die Pandemie bis hin zu sozialen Ungleichheiten und der Demokratiekrise ja ohnehin nur im Zusammenspiel vieler gesellschaftlicher Kräfte funktionieren kann.“

## Filme
Die Filme von 2038 – Die Neue Gelassenheit erzählen die Geschichte von einer Welt, die in der Ära der Neuen Gelassenheit angekommen ist und verwenden für die Erzählung faktische und fiktionale Elemente. Für das Projekt wurden über vier Stunden Filmmaterial produziert.

### Interrail 2038
Der Einführungsfilm zeigt zwei Jugendliche, die 2020 und 2021 geboren sind und von künstlichen Intelligenzen umschwärmt werden. Sie leben in der Zeit der New Serenity (Deutsch: Neue Gelassenheit) und blicken auf die Jahre ihrer Geburt zurück. Die Protagonisten Billie und Vincent haben sich in ein menschenleeres Venedig des Jahres 2021 zurückgebeamt und unterhalten sich am Weg zum deutschen Pavillon über diese sonderbare Vergangenheit. Regie führte Christopher Roth, das Drehbuch stammt von Leif Randt.

### History Channels
Experten aus unterschiedlichen Disziplinen setzen die Erzählung in den sogenannten History Channels fort. Diese arbeiten bereits an der Gestaltung der Zukunft und erzählen davon, wie ihre Ideen und Modelle umgesetzt wurden und im Jahr 2038 Realität sind. In den Filmen werden unter anderem Sandra Bartoli, Oana Bogdan, Francesca Bria, Vint Cerf, ExRotaprint, Renée Gailhoustet, Claudia Kessler, Lawrence Lessig, Ferdinand Ludwig & Daniel Schönle, Kim Stanley Robinson, Deane Simpson, Bruce Sterling, Audrey Tang und E. Glen Weyl gezeigt. Die History Channels bestehen aus vier Kanälen denen jeweils das Wort architecting (Deutsch: architektieren) vorangestellt wird. Die thematischen Kanäle sind Architecting Data-Spaces (Deutsch: Architektieren von Datenräumen), Architecting Property (Deutsch: Architektieren von Eigentum), Architecting (Eco)Systems (Deutsch: Architektieren von (Öko)Systemen) und Architecting Complexity (Architektieren von Komplexität). Es werden Themen wie Digitalisierung, Plattform-Ökonomie, Ausbeutung planetarer Ressourcen, den auf struktureller Benachteiligung aufbauenden Kapitalismus oder neue Formen des Zusammenlebens behandelt.

„Und die Rolle der Architektur? Architektur ist hier nicht nur eine Frage des endgültigen Objekts, sondern der Prozesse und Systeme, die man gestaltet, die man »architektiert«.“

## Ausstellung
Die reale Krise der COVID-19-Pandemie hat die Fiktion von 2038 eingeholt. Nach verschieben der Ausstellung von 2020 auf 2021 wurde das Ausstellungskonzept so angepasst, dass es neben dem physischen Pavillon auch einen virtuellen gab. Der Ausstellungsraum im deutschen Pavillon blieb bis auf QR-Codes an den Wänden leer, spiegelnde Punkte am Boden veranschaulichten die Mindestabstände der Menschen im Pavillon.

„Viele Menschen können oder wollen nicht nach Venedig reisen, sind aber als digitale Besuchende des Pavillons gegenüber denen vor Ort nicht benachteiligt. Der deutsche Pavillon provoziert und polarisiert in seiner puristischen Konsequenz, die, zu Ende gedacht, das Spektakel der Biennale überflüssig machte.“

Unter anderem hat man über die Webanwendung Google Arts & Culture Zutritt zum sogenannten Cloud Pavilion, einem 3D-Pavillon im virtuell gestalteten Raum, in dem die unterschiedlichen Formate von 2038 zugänglich sind.

## Publikationen

### Arts of the Working Class
Anstatt eines Ausstellungskatalogs wurde der Beitrag von zwei Ausgaben der multi-lingualen Straßenzeitung Arts of the Working Class begleitet. Im Juli 2020 wurde die erste Ausgabe (#120) und im August 2021 die zweite Ausgabe (#17) in Kooperation mit der Konferenz Berlin Questions veröffentlicht. In den Ausgaben sind unter anderem Beiträge von Andrés Arauz, Diann Bauer, Lara Verena Bellenghi, Benjamin Bratton, Anne Katrin Bohle, Christian Drosten, Guerilla Architects, Francis Kéré, Lukas Kubina, Lesley Lokko, Sam Lubicz, Renzo Martens, Caroline Nevejan, Sabine Oberhuber und Thomas Rau, Joanna Pope, Christian Posthofen, Anna Yeboah zu finden.

### Sorry Press
Der Verlag Sorry Press hat 2021 eine Anthologie von fiktiven Essays und Geschichten der Protagonisten von 2038, wie Tatiana Bilbao, Ludwig Engel und Olaf Grawert, Mitchell Joachim, Evgeny Morozov, Hilary Mason, Leif Randt, Christopher Roth, Mark Wigley und anderen, unter dem Titel 2038 The New Serenity herausgegeben.

## Rahmen- und Begleitprogramm
Für das Rahmenprogramm gab es Kooperationen mit dem Goethe-Institut in seiner Programmreihe Performing Architecture mit Rimini Protokoll (100 Ways to Say We: Konferenz der Abwesenden) und Jonas Staal und Florian Malzacher (100 Ways to Say We: Training for the Future) und dem Archiv der Zukunft Lichtenfels.
Die Filme des History Channels werden auf dem Online TV-Sender space-time.tv von Christopher Roth gezeigt.

## Rezeption
Im Juli 2021 besuchte der Bundesfinanzminister Olaf Scholz die Ausstellung in Venedig. Der Beitrag wurde sehr positiv und teilweise kritisch wahrgenommen.

## Zitate
„Wir müssen kritisieren, aber wir müssen auch Lösungsansätze vorschlagen. Architekt*innen haben hier eine besondere Verantwortung, denn ihre Gestaltung hat weitreichende Konsequenzen. 2038 wirft einen optimistischen Blick in die Zukunft, denn wir haben sie selbst in der Hand.“

„Wie die Menschheit es geschafft haben könnte, die Krise zu meistern, dafür gibt es in weiterem Filmmaterial viele Anregungen von Akteuren aus verschiedenen Disziplinen. Das ist ziemlich gut gemacht und anregend – und, nebenbei bemerkt, angesichts vieler anderer Biennale-Beiträge mit der Vision einer besseren Zukunft unerwartet optimistisch –, aber es gibt keinen Grund, dafür nach Venedig zu fahren, denn es funktioniert genauso an Smartphone, Laptop oder Computer.“

## Werkliste und Formate
- 2020: The New Serenity / La Nuova Serenità, Arts of the Working Class, Issue 120, (Publikation, Straßenzeitung)
- 2021: Interrail 2038, auf der Videoplattform Youtube (Film)
- 2021: History Channels, Auswahl auf vimeo (über 60 Kurzfilme)
- 2021: 2038, The Cloud Pavilion (Mozilla Hubs)
- 2021: 2038, Deutscher Pavillon (Giardini Venedig)
- 2021: The New Serenity, Arts of the Working Class, Issue 17, (Publikation, Straßenzeitung)
- 2021: 2038 – German Pavilion at the 17th International Architecture Exhibition — La Biennale di Venezia, Google Arts & Culture, (virtuelle Darstellung des Projekts)
- 2021: 2038. The New Serenity, Team 2038 (Hrsg.), Sorry Press, München, 2021, ISBN 978-3-982-04404-0
- 2021: TV Hacks, auf unterschiedlichen Webseiten (Projektverweise)
- 2021: Zukunft ist jetzt, Archiv der Zukunft Lichtenfels, (Workshop)
- 2021: 100 Ways to Say We: Training for the Future, Jonas Staal und Florian Malzacher, Goethe-Institut / Performing Architecture (Offline Marathon)
- 2021: 100 Ways to Say We: Konferenz der Abwesenden, Rimini Protokoll, Goethe-Institut / Performing Architecture (Theater)
- 2022: 2038, Here Is How!, Goethe-Institut: Vorführungen weltweit, (Film)